# Callosciurus albescens
Callosciurus albescens là một loài động vật có vú trong họ Sóc, bộ Gặm nhấm. Loài này được Bonhote mô tả năm 1901. chúng phân bố ở Bắc Sumatra.